# Barathranthus nodiflorus
Barathranthus nodiflorus là một loài thực vật có hoa trong họ Loranthaceae. Loài này được (Thwaites) Tiegh. mô tả khoa học đầu tiên năm 1894.